# Piethen
Piethen ist ein Ortsteil der Stadt Südliches Anhalt im Landkreis Anhalt-Bitterfeld in Sachsen-Anhalt. Bis zur Eingliederung in die Stadt Südliches Anhalt am 1. September 2010 war Piethen eine selbständige Gemeinde, die am 31. Dezember 2007 272 Einwohner hatte. Piethen hat 238 Einwohner (2016).

## Geografie
Piethen liegt zwischen Köthen (Anhalt) und Halle (Saale).

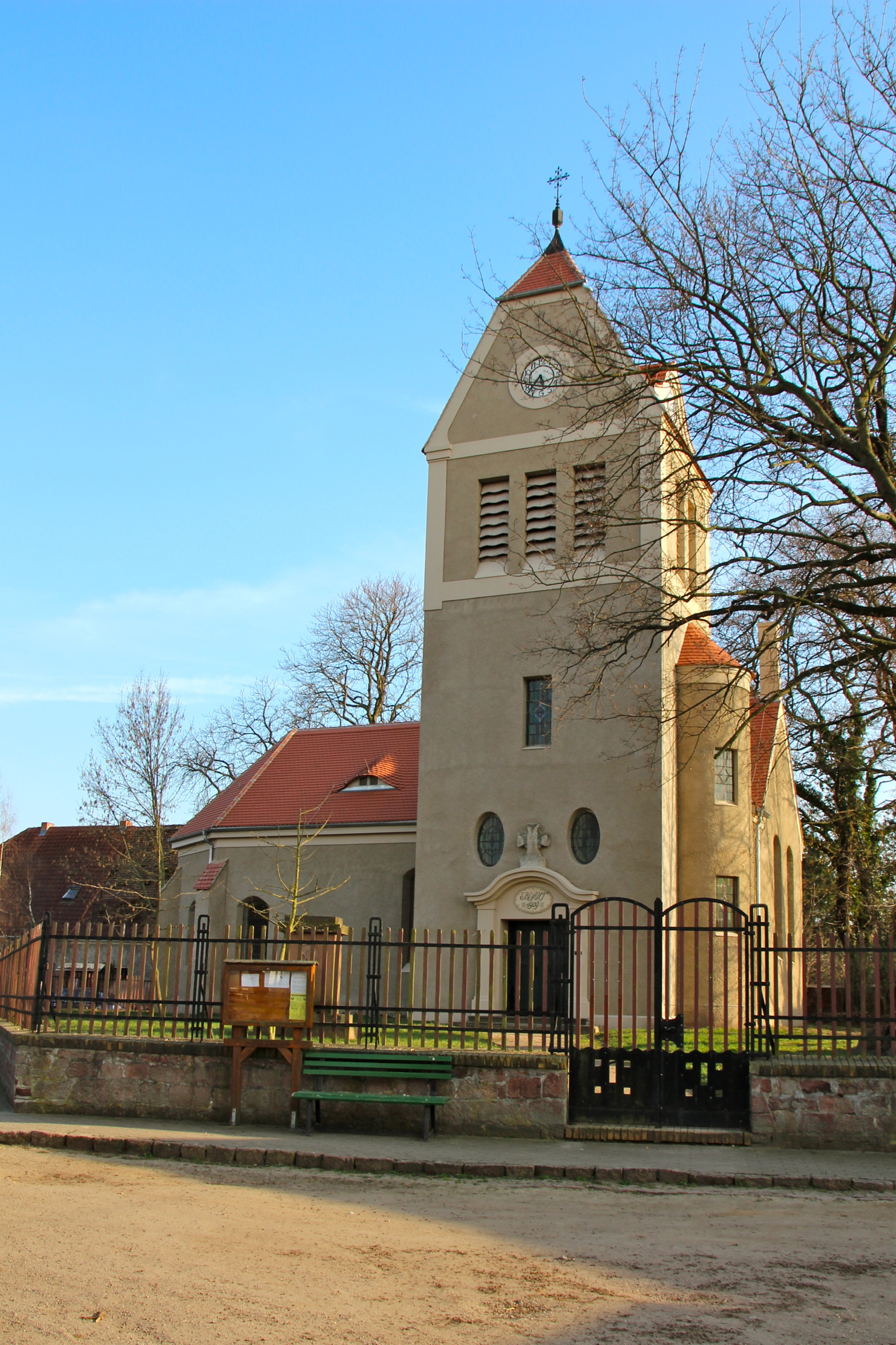
Kirche in Piethen

## Wirtschaft und Infrastruktur

### Verkehr
Östlich von Piethen verläuft die Bundesstraße 183 von Bitterfeld-Wolfen nach Köthen (Anhalt).

## Persönlichkeiten
- Gottlieb Göschke (1818–1898), erster deutscher Erdbeerzüchter[2]